# 5134 Ebilson
Az 5134 Ebilson (ideiglenes jelöléssel 1990 SM2) a Naprendszer kisbolygóövében található aszteroida. Henry Holt fedezte fel 1990. szeptember 17-én.